# Заинкорт
Заинкорт (Заин-корт) — горная вершина на границе Шаройского района Чечни и Цумадинского района Дагестана. Высота над уровнем моря составляет 3308 метров по другим данным 3305 м. Южнее от горы располагаются перевалы Заин и Богху.